# Escut d'Olot
Olot és un dels tres municipis de la Garrotxa (amb Maià de Montcal i les Planes d'Hostoles) que no té escut oficialitzat. No obstant això, l'ajuntament utilitza un escut que no està oficialitzat i té el següent blasonament:
Escut partit: al 1r, d'or, quatre pals de gules; al 2n, d'atzur, una ala d'argent. Per timbre, una corona reial oberta.

## Història
L'escut d'Olot és partit. En el primer camper, s'hi representen els Quatre Pals, les armes de Catalunya, ja que la ciutat està sota jurisdicció reial des que en la reconstrucció dels terratrèmols de 1427 i 1428 se situà fora de la jurisdicció dels comtes de Ripoll. En el segon quarter hi és representada l'ala, senyal parlant del nom de la ciutat, antigament anomenada Aulot i Alot. De fet, és estesa la teoria que el nom "Olot" prové d'"ala". L'ús de l'ala com a senyal parlant a l'escut data del segle xvi; anteriorment es feu servir un bàcul pastoral que feia referència a la jurisdicció de l'abat de Santa Maria de Ripoll, senyor feudal d'Olot, però fou un símbol molt impopular.

### Proposta d'oficialització

Primera proposta de la Generalitat de Catalunya (any 1990).

L'any 1990, el Departament de Governació de la Generalitat de Catalunya va oferir a l'Ajuntament d'Olot una proposta d'escut per tal d'oficialitzar-lo, on els canvis més importants eren l'adopció de la forma caironada, una corona mural i el fet que l'ala figurés al primer camper (i no al segon) i en diferent metall (en or, i no en argent). Els canvis no van ser ben rebuts i fins i tot l'any 1991 el Patronat d'Estudis Històrics d'Olot i Comarca va emetre un informe (a petició del mateix Ajuntament olotí) on s'hi mostrava en contra. Des d'aquest moment, l'Ajuntament no ha pres cap més iniciativa per intentar oficialitzar l'escut.

### Conflicte
El problema de la no oficialització de l'escut d'Olot recau en tres punts bàsics que, o bé infringeixen la llei que regula els símbols dels ens locals de Catalunya, o bé incompleixen les lleis de l'heràldica:
1. La forma de l'escut ha d'ésser caironada[4] (ara és un escut quadrilong ibèric).
2. La corona ha de ser una corona mural de ciutat[5] (ara és una corona reial oberta).
3. L'ordre dels campers s'ha d'invertir, ja que segons el reglament el senyal municipal ha d'ocupar un lloc preferent a l'escut respecte d'altres senyals, inclòs el dels Quatre Pals, i en heràldica, el primer camper és el més important.[6]